# Basílica y Concatedral del Sagrado Corazón (Charleston)
La Basílica y Concatedral del Sagrado Corazón o alternativamente Basílica de la Co-Catedral del Sagrado Corazón (en inglés: Basilica of the Co-Cathedral of the Sacred Heart) es una iglesia catedral y una basílica menor que se encuentra en Charleston, Virginia Occidental, Estados Unidos. Junto a la catedral de San José ( Cathedral of St. Joseph) en Wheeling es la sede de la Diócesis de Wheeling-Charleston. El complejo parroquial es una propiedad que contribuye en el distrito histórico centro de Charleston en el registro nacional de lugares históricos de Estados Unidos.
El 4 de octubre de 1974, el Papa Pablo VI renombro la Diócesis de Wheeling como la Diócesis de Wheeling-Charleston y la Iglesia del Sagrado Corazón se convirtió en el co-catedral de la diócesis. El 9 de noviembre de 2009, el Papa Benedicto XVI elevó la Concatedral del Sagrado Corazón a la dignidad de Basílica Menor.